# 河南坠子
河南坠子俗称坠子书、简板书或响板书，是发源自河南省流行于豫、鲁、皖、京、津等地的一种以坠琴（古称坠子弦）伴奏的說唱藝術。因源自于河南省，演唱语音又是中原官话的河南方言，同时又有坠子弦伴奏，故名河南坠子。河南坠子至今有上百年的历史。2006年被中国国务院列入国家级非物质文化遗产。2008年11月，开封市被确认为河南坠子的发源地。
表演名家有乔清秀、乔利元、赵铮、刘宗琴、曹元珠、徐玉兰、郭文秋、姚俊英、马玉萍、刘慧琴、李少华等。